# 페르난도 에르난데스 (야구 선수)
페르난도 에르난데스(스페인어: Fernando Hernández 1971년 6월 16일 ~ )는 도미니카 공화국의 미국 프로야구 디트로이트 타이거즈의 선수였다. SK 와이번스와 롯데 자이언츠에서 뛰었던 외국인 투수였다.
한편, 한국 데뷔 첫 해인 2001년에는 선동열 KBO 홍보위원이 마무리로 추천한 정수찬이 팔꿈치 부상으로 전력에서 제외되어 조웅천과 마무리 투수를 번갈아 맡았으나 중반 이후 극심한 부진을 보였던 조규제가 6월 28일 LG전부터 선발로 전업하여 선발로만 5승(99년과 타이)을 거두어 투수진이 부실해지자 강병철 감독이 메이저리그에서 중간으로 던지던 본인(에르난데스)을 233.2이닝이나 던지게 했다.
그 결과 한국에서의 마지막 해인 2002년 7경기에서 44.2이닝 2승을 기록했으나 5월 9일 대구 삼성전에서 오른팔 통증을 호소하여 1회 첫 타자만 상대하고 강판당해 시즌을 마감했으며 2군에서 재활에 매달렸으나 복귀하지 못했고 그 해 7월 SK와 롯데 간의 3:2 트레이드에 포함되어 롯데 유니폼을 입었지만 단 한 경기도 뛰지 못한 채 방출됐다.

## 통산성적
| 연도 | 소속  | 평균자책 | 경기 | 완투 | 완봉 | 승 | 패 | 세 | 홀 | 이닝    | 타자 | 피안타 | 4사구 | 탈삼진 | 실점 | 자책점 | 비고                           |
| ---- | ----- | -------- | ---- | ---- | ---- | -- | -- | -- | -- | ------- | ---- | ------ | ----- | ------ | ---- | ------ | ------------------------------ |
| 2001 | SK    | 3.89     | 34   | 4    | 2    | 14 | 13 | 0  | 0  | 233 2/3 | 1016 | 198    | 148   | 215    | 110  | 101    | 이닝 1위, 탈삼진 1위, 다승 3위 |
| 2002 | SK    | 2.82     | 7    | 1    | 0    | 2  | 0  | 0  | 0  | 44 2/3  | 187  | 39     | 16    | 45     | 19   | 14     |                                |
| 통산 | 2시즌 | 3.72     | 41   | 5    | 2    | 16 | 13 | 0  | 0  | 278 1/3 | 1203 | 237    | 164   | 260    | 129  | 115    |                                |

- 굵은 글씨는 KBO리그 시즌 최다 기록